# Esparragalejo-Staudamm
Der Esparragalejo-Staudamm war eine römische Vielfachbogenstaumauer in Esparragalejo in der Extremadura (Spanien). Das im 1. Jahrhundert n. Chr. errichtete Bauwerk gilt als die älteste Staumauer dieses Typs.
Das Absperrbauwerk ist als Vielfachbogenstaumauer konstruiert, staut das Wasser also mit einer Abfolge von gegen die Fließrichtung gewölbten Mauerbögen. Als Widerlager der kreissegmentförmigen Bögen dienen zwölf Stützpfeiler, die mit einem Achsabstand von 8,20 Metern auf der dem Wasser abgewandten Seite die Staumauer verstärken. Die Mauer selbst ist an der Basis 2,20 Meter stark und hat eine Höhe von 5,60 Meter. Die gesamte Kronenlänge beträgt 320 Meter, doch nur ein Teil wird von der Vielfachbogenkonstruktion eingenommen. Die Anlage diente der Bewässerungsregulierung. Gespeist wird der Stausee durch das Arroyo de Albucia im Einzugsgebiet des Guadiana.
Die Staumauer wurde 1959 wiederaufgebaut.